# Borland Sidekick
Borland Sidekick је био менаџер личних података (PIM) који је америчка софтверска компанија Borland покренула 1984. године под вођством Филипа Кана. То је био рани и популарни програм за окончање и останак (TSR) за MS-DOS који је корисницима рачунара омогућио да активирају програм помоћу комбинације пречица (подразумевано: Ctrl-Alt) док раде у другим програмима. Иако програм за текстуални режим, Sidekick-ов интерфејс заснован на прозору одјекнуо је оним у Apple Macintosh-y и очекивао је коначни изглед Microsoft Windows-а 2.0 . Садржавао је лични календар, уређивач текста (са командним интерфејсом налик WordStar-у), калкулатор, ASCII графикон, адресар и телефонско бирање. Према проспекту за почетну јавну понуду акција Borland-a јавности, Sidekick је у прве три године продао више од милион примерака.

## Порекло
Према Филипу Кану, Borland првобитно није намеравао да прода Sidekick. Развио је услужни програм за помоћ запосленима мале компаније. Након неколико месеци употребе, Borland је схватио да има производ који се продаје. 

## Верзије

### MS-DOS

#### 1.0
Sidekick 1.0 укључује калкулатор, бележницу, календар састанака, аутоматско бирање бројева, ASCII графикон и друге алате.

#### 1.0 Plus
Sidekick 1.0 Plus је обухватио шири избор калкулатора (пословни, научни, програмер, формула), уређивач текста Notepad од 9 датотека, књигу за састанке и планер, терминални алат за комуникацију и ASCII графикон. Поред варијанти и побољшања карактеристика 1.0, Plus је садржао Outliner од 9 датотека, q менаџер датотека и директоријума, Clipboard и подржану проширену меморију и RAM диск. Control + Alt је подразумевана пречица за отварање Sidekick-а 1.0 Plus.

#### 2.0
Sidekick 2.0 је последња MS-DOS верзија.

#### Traveling Sidekick
Traveling Sidekick је садржао повезницу са 3 прстена, џепни калкулатор на соларни погон и Sidekick софтвер. 

### Windows
Када је Филип Кан напустио Borland 1994. године да би основао Starfish Software, стекао је сва права на Sidekick од Borland-a. Суоснивачица Starfish-а Соња Ли Кан дизајнирала је изглед и осећај Sidekick-а 95, који је с великим успехом покренут истовремено са Windows-ом 95. 1998. године Филип Кан и Соња Ли Кан продали су Starfish компанији Motorola за 325 милиона долара у приватној трансакцији. Starfish је касније купила Nokia која је прекинула производ, а Sidekick 99 је последња верзија. T-Mobile USA, Inc. тренутно поседује портфељ заштитних знакова Sidekick-a.
Касније верзије програма биле су доступне за Windows, а последње верзије су имале телефонски бројчаник и синхронизацију са Palm, Windows CE и EPOC уређајима. Ове верзије су биле мање популарне од MS-DOS верзија, углавном због тога што је само WIndows окружење пружало већину кључних карактеристика оригиналне верзије: пребацивање задатака и колекцију малих услужних програма. Међутим, он је садржао месечни/годишњи календар и светску временску мапу која показује који делови света су тренутно на дневном светлу или мраку. Изнад и испод мапе било је приказано до осам различитих светских градова (који су могли да се уређују).

#### 1.0
Sidekick за Windows 1.0 развио је и објавио Borland пре него што је Кан напустио компанију. Дизајниран је за Windows 3.1 и укључивао је календар, списак обавеза, контакте, алат за комуникацију и калкулатор. Међутим, већина дизајна и система датотека долази од YourWay PIM софтвера, који је Borland купио од компаније Prisma Software 1993. године. Као што је 7. новембра 1994. Info World приметио, „Упркос свом имену, једина веза између Sidekick-a за Windows 1.0 и часног Sidekick-a за MS-DOS је та што Borland International поседује оба програма. Sidekick за Windows комбинација је календарског кода из система PIM YourWay компаније Prisma Software Corp. (коју је Borland купио прошле године) и потпуно новог интерфејса који је развио Borland. " 

#### 2.0
Sidekick 2.0 је такође развио и првобитно објавио Borland пре преласка на Starfish.
Укључене нове / измењене функције:
- преклапање састанака у планеру,
- више датотека за контакт у адресару,
- штампање изгледа који су корисницима омогућавали штампање на страницама комерцијалног дневног планера,
- поглед у приказ,
- прављење резервних копија и враћање корисничких датотека,
- заштита лозинком.

Sidekick Deluxe је додао више од 40 датотека са садржајем за приступ информацијама на мрежи, Dashboard 3.0 за Windows и видео запис „Организовано за успех“. Дистрибуирана је у CD формату.

#### Sidekick 95
Sidekick 95 је била Windows 95 верзија. Sidekick 95 Deluxe најављен је 17. октобра 1995. Верзија за 10 корисника најављена је у фебруару 1996.
Садржао је Write (програм за обраду текста са функцијом провере правописа), EarthTime (сат), Expense (алати за вођење евиденције), Reminder (планер), Phone Dialer (комуникација), Contact Manager и Calendar (са додатим дневним Almanac-ом).
Sidekick 95 Deluxe је додао Dashboard 95, America Online софтвер, 2 интерактивна организациона видео записа, преко 40 корисних датотека садржаја названих Sidekick Companions и електронске верзије приручника за производе у Adobe Acrobat формату. 

#### Starfish Internet Sidekick
Додати алати за календар: приказ активности, подршка за летње и зимско рачунање времена, подршка за веб везе за датотеке са контактима, синхронизација датотека контаката преко Sidekick -а 95.
Алат за комуникацију додаје ID позиваоца, бројчаник телефона, интеграцију са софтвером за пошту. Провера правописа додаје опцију аутоматске провере правописа.
Калкулатор подржава претварање јединица.
Нови алати укључују Internet Scheduler, Expense репортер. Извештач о трошковима укључује извештавање о датуму, обрачун пореза, превлачење признаница између фасцикли.

#### Sidekick 97
Алати за календар додали су могућност стварања веб страница из Sidekick календара (путем WP екстензије).
Додани алати за адресирање превлачењем, могућност креирања веб страница из Sidekick Cardfiles-a (путем WP екстензије).
PDA синхронизација је подржана за Palm Pilot, путем засебног додатка.
Светски сат подржава европско летње рачунање времена.
Компатибилност Sidekick Web Publisher-а додаје се путем засебног додатка.

#### Sidekick 98
Календар подржава vCalendar, Outlook календаре.
Алатке за адресу подржавају Outlook календаре.
Додатна подржана PDA синхронизација укључује Franklin REX. Алатка за синхронизацију сада може да синхронизује обавезе, позиве, посебне дане, састанке и контакте.
Светски сат је додао светску карту, аналогни или дигитални формат сата.
Осим тога, функције које захтевају засебне додатке у Sidekick-у 97 сада су стандардне.
Дугогодишњи корисници Sidekick-а 98 не пријављују никакве потешкоће у наставку коришћења програма кроз наредне итерације оперативног система Windows, укључујући и Windows 7.

#### Sidekick 99 (9.x)
У овом издању уклоњени су различити алати који се налазе у Sidekick-у 98, укључујући бројчаник, прављење резервних копија и враћање, калкулатор (укључујући алате за конверзију, извештаје о трошковима), проверу правописа, генератор веб страница, Интернет планер. Подршка за формат датотеке адресе и календара је смањена, а подршка за Outlook сада је доступна само за увоз.
Алати за синхронизацију сада подржавају синхронизацију у више тачака, Franklin REX PRO, PALM III PDA уређаје.

### ОS/2
Borland Sidekick 2.0 за Presentation Manager заснован је на Sidekick-y 2.0 за Windows. 

### Macintosh
Borland је 1985. представио верзију за Apple Macintosh 

## Пријем
Borland је до септембра 1985. продао 400.000 примерака Sidekick-a.  InfoWorld је у новембру 1984. изјавио да „ко год је написао овај драгуљ разуме Марфијев закон... Sidekick стоји у сенци иза било ког програма који користите", и приметио је да је за програмере софтвер био јефтинији "и много згоднији" од хексадецималног калкулатора Texas Instruments-a. Часопис је закључио да је "Sidekick уштеда времена и фрустрације, одлична погодба [и] први корак ка застаревању папира и оловака."  Џери Пурнел похвалио је Sidekick у Byte-у у октобру 1984. године: "Филип Кан ... сада има производ без којег корисници IBM рачунара неће моћи. Требало би да прода милион примерака".  На другом месту у издању, часопис је навео да Sidekick-ово постојање "изгледа указује на велики недостатак у доста интегрисаних софтверских пакета. Зашто би власници напредних, мултифункционалних пословних програма који су наводно лаки за употребу и који тврде да решавају све проблеме морали да буду приморани да купе услужни програм попут Sidekick-а? Због тога се питате о свим тим рекламним тврдњама."  У јануару 1985. Пурнел је одабрао Sidekick као један од својих производа године за IBM PC.  BYTE је 1989. Sidekick Plus уврстио међу добитнике "Distinction" награде BYTE-a, у којима се наводи „Причај о ударцу за пару“. 